# 黄尊素

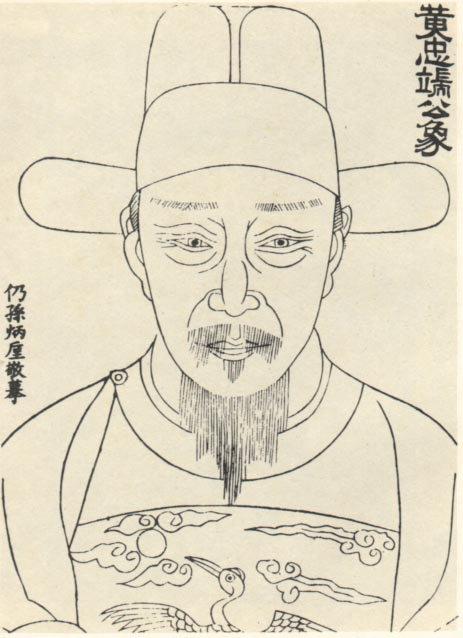
『浙江余姚黄氏宗譜』所収の黄尊素像

黄 尊素（こう そんそ、1584年 - 1626年）は、明代の官僚。東林七賢のひとり。字は真長、号は白安。本貫は紹興府余姚県。

## 生涯
1616年（万暦44年）、進士に及第した。寧国府推官に任じられ、精密敏捷で粘り強い仕事ぶりであった。
1622年（天啓2年）、御史に抜擢されたが、暇乞いをして帰郷した。1623年（天啓3年）冬、帰朝した。上疏して余懋衡・曹于汴・劉宗周・周洪謨・王紀・鄒元標・馮従吾の召還を求め、尚書の趙秉忠・侍郎の牛応元・通政の丁啓睿の頑迷愚鈍を弾劾した。趙秉忠と牛応元は引退して官を去った。山東の白蓮教の乱（徐鴻儒の乱）が鎮圧されたが、その残党が再起し、山東巡撫の王惟倹はこれを抑えることができなかった。尊素は上疏して王惟倹を非難し、辺境での経験を積んだ者を巡撫に任用するよう主張した。また辺境の軍事についてたびたび上奏し、大将の馬世龍を非難し、枢輔の孫承宗の意に逆らった。ときに天啓帝は在位数年に及んでいたが、一度も大臣を召見したことがなかった。尊素は皇帝が別殿で大臣に召見する旧習を復活させ、対面で国政の方針を定めるよう求めたが、天啓帝は聞き入れなかった。
1624年（天啓4年）2月、大風が黄砂を巻き上げて昼が暗くなり、雷鳴が続くこと10日に及んだ。3月1日には北京で地震が3回起こり、乾清宮の被害は甚大であった。こうした自然災害は天譴論で解釈され、ときの皇帝の失政の結果とみなされた。尊素は時政十失を批判する上疏をおこない、不肖の者を近づけて剛直の士を退ける天啓帝に反省を求めた。司礼太監の魏忠賢は激怒し、尊素を廷杖に処そうと図った。韓爌が弁護につとめて、俸給一年の剥奪で済まされた。
6月、楊漣が魏忠賢の二十四大罪を上疏して弾劾したが、天啓帝はかえって楊漣を責めとがめたため、尊素はこれに憤慨して、抗議の上疏をおこない、魏忠賢を毒虫に喩えてさらなる恨みを買った。7月、万燝が廷杖を受けて横死すると、尊素は万燝を忠臣として旧官にもどすよう請願した。8月、河南から玉璽を進上されたことから、魏忠賢は派手な受璽礼を執り行おうとした。尊素は北宋の哲宗のときに璽を得て元符と改元した故事や明の弘治年間に陝西から玉璽を献上された例を挙げて、再考を求めた。結局、受璽礼は中止された。1625年（天啓5年）春、尊素は陝西の茶と馬を視察に派遣された。北京を出たところ、閹党の曹欽程による弾劾を受けて、官籍を削られた。
1626年（天啓6年）4月、逮捕の命令が出されて、使者が蘇州まできたが、公文書の不備で尊素のところにたどり着けなかった。尊素はこれを聞くと、囚服を着て自ら出頭した。錦衣衛の許顕純らにより不正な財産2800を蔵匿していたとの罪がでっちあげられ、苛烈な拷問を受けた。閏6月1日、獄中で死去した。享年は43。1628年（崇禎元年）、太僕寺卿の位を追贈された。南明の福王政権のとき、忠端と追諡された。著書に『隆万列卿記』2巻・『黄尊素文集』6巻があった。

## 子女
- 黄宗羲（長男）
- 黄宗炎（1616年 - 1686年、字は晦木、著書に『周易象辞』31巻・『周易尋門余論』2巻・『図書弁惑』1巻があった）
- 黄宗会（字は沢望、著書に『縮斎文集』10巻があった[3]）